# Malmöhus (kasteel)
Malmöhus of slot Malmöhus (Malmöhus slott) is een kasteel van middeleeuwse oorsprong in Malmö (Zuid-Zweden).

## Geschiedenis
In 1434 werd het slot oorspronkelijk gebouwd in opdracht van koning Erik VII. In het begin van de zestiende eeuw werd dit gebouw afgebroken. Het huidige slot werd gebouwd tussen 1526 en 1539 in opdracht van koning Christiaan III en is daarmee het oudste nog bestaande Scandinavische slot uit de renaissance. Historisch gezien was het een van de belangrijkste forten ter verdediging van Denemarken, waar Malmö toentertijd deel van uitmaakte.
Later werd het slot onder meer gebruikt als gevangenis (tot 1909) en als noodhuisvesting. Sinds 2009 bevinden zich op het kasteeleiland twee musea: het Kunstmuseum van Malmö en het Malmömuseum. In de buurt van het slot bevinden zich ook het Commandantenhuis (Kommendantshuset, een voormalig arsenaal) en de Kasteelmolen.

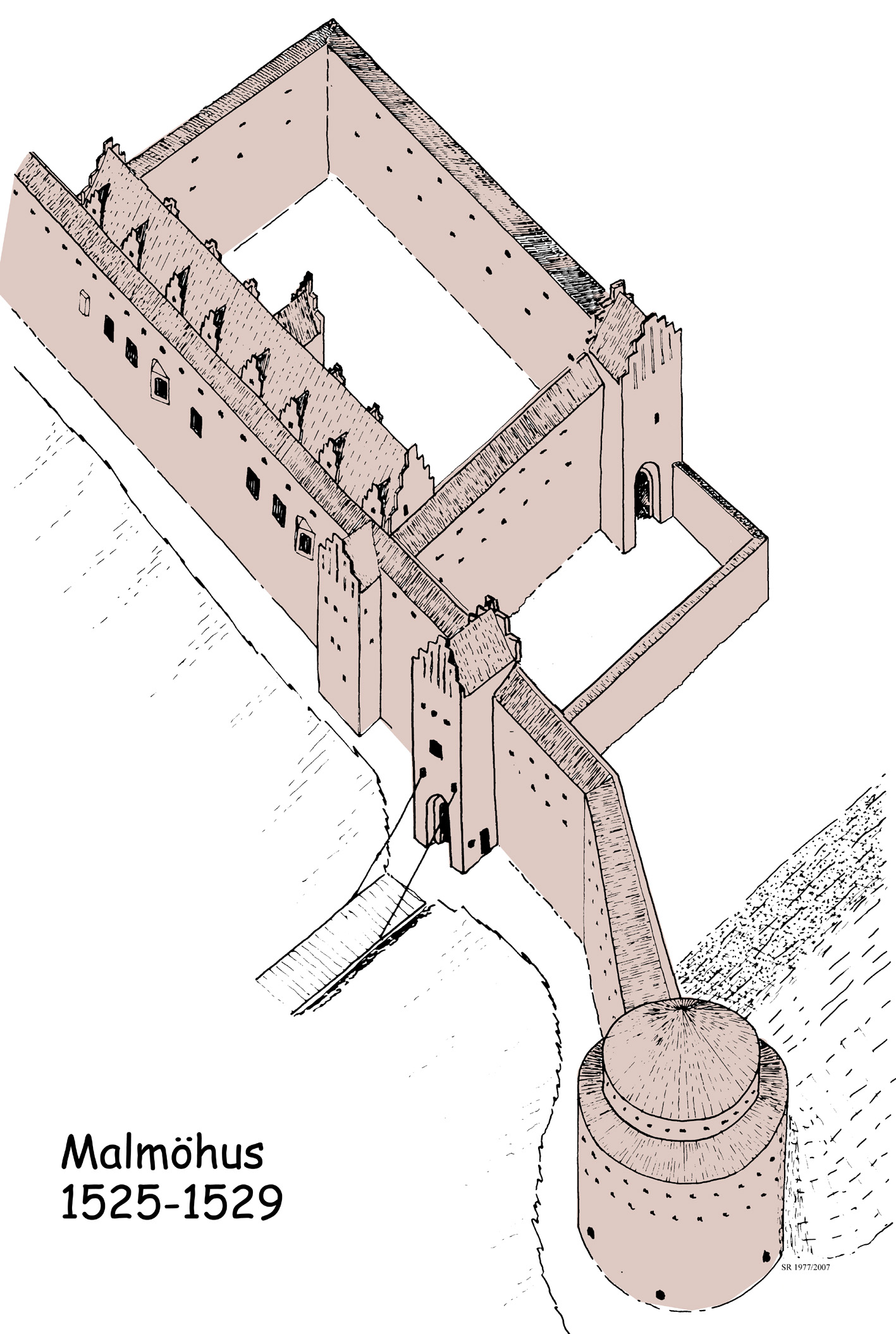
Reconstructie van het oudere slot Malmöhus

1. ↑  (en) About the museum. Moderna Museet i Malmö. Geraadpleegd op 29 juni 2024.